# OpenAI
OpenAI er en amerikansk virksomhed indenfor kunstig intelligens, der blev grundlagt i 2015. Virksomheden står bag chatbotten ChatGPT, der i november 2022 blev gjort frit tilgængelig for offentligheden og dermed skabte en voldsom interesse for kunstig intelligens og dens muligheder. OpenAI's direktør er Sam Altman.

## Historie
En række forskere og investorer stod bag etableringen af OpenAI i 2015, deriblandt Sam Altman, Greg Brockman, Peter Thiel og Elon Musk. Altman blev leder af projektet, mens Musk var tiltænkt rollen som den, der kunne finansiere projektets start. Planen var at gøre virksomheden til et laboratorium for den fremtidige udvikling og brug af kunstig intelligens.
De første fire år var OpenAI en non-profit-organisation, hvor tanken var, at virksomheden skulle fungere ved hjælp af donationer fra ikke mindst Musk, som havde lovet en betydelig økonomisk støtte. Virksomhedens opdagelser skulle så deles åbent med offentligheden. Det meste af støtten udeblev imidlertid: I stedet for en forventet støtte på 1 milliard dollar fik virksomheden kun 130 millioner dollar, hvilket ikke var tilstrækkeligt til at realisere dens planer. Altman og Musk blev alvorligt uenige, idet Musk ønskede at overtage virksomheden helt. I 2018 skiltes de to stifteres veje derfor, officielt fordi Musks arbejde med kunstig intelligens i virksomheden Tesla kunne tænkes at skabe interesseproblemer. Deres rivalisering er imidlertid fortsat senere, blandt andet med et sagsanlæg fra Musk mod OpenAI.
I 2019 blev selskabet opdelt i flere dele: OpenAI Inc., som fortsat er non-profit, og de to datterselskaber OpenAI GP LLC og OpenAI Global LLC. Udviklingen af kunstig intelligens sker i sidstnævnte. Her blev Microsoft hurtigt en vigtig partner. Den kommercielle afdeling holdt en langt mere lukket profil og delte ikke længere sine teknologiske opdagelser offentligt.
I november 2023 blev Altman fyret af non-profit-bestyrelsen, der mente, at han havde holdt for meget skjult for dem. Efter at næsten alle OpenAI's ansatte havde skrevet under på, at de ville sige op, hvis ikke Altman blev genansat, fik han dog sin stilling som direktør tilbage få dage senere.